# Alhaji Jeng
Alhaji Jeng (Banjul, Gambia, 13 de diciembre de 1981) es un atleta sueco de origen gambio especializado en la prueba de salto con pértiga, en la que consiguió ser subcampeón mundial en pista cubierta en 2006.

## Carrera deportiva
En el Campeonato Mundial de Atletismo en Pista Cubierta de 2006 ganó la medalla de plata en el salto con pértiga, con un salto por encima de 5.70 metros, tras el estadounidense Brad Walker (oro con 5.80 metros) y por delante del alemán Tim Lobinger (bronce con 5.60 metros).